# 旅順口区
旅順口区（りょじゅんこうく、リューシュンコウく）は、中華人民共和国遼寧省大連市に位置する市轄区。遼東半島の最西部（突端部）にあり、天然の良港として知られ、旅順軍港を有する軍港都市として栄えた。区人民政府の所在地は新城大街1号にある。大連市内からは45kmの距離で、国家級風景名勝区、国家級自然保護区に指定されている。陸地面積506.8平方km、海岸線の長さは169.7km。沿海では真珠の養殖が盛んである。
旅順口区は長らく閉鎖都市であったが、旅順口区政府は2009年3月20日付の招待会で、旅順口区を外国人にも開放し、軍事禁区以外は外国人も訪問できるようになったと発表した。しかし、この発表は大連市や国家レベルの承認も得たものでない旨、日本領事館大連事務所から注意喚起されている。市および国家からの正式文書を得た段階で、下の「現状」にある訪問制限の記述も変更される。

## 歴史

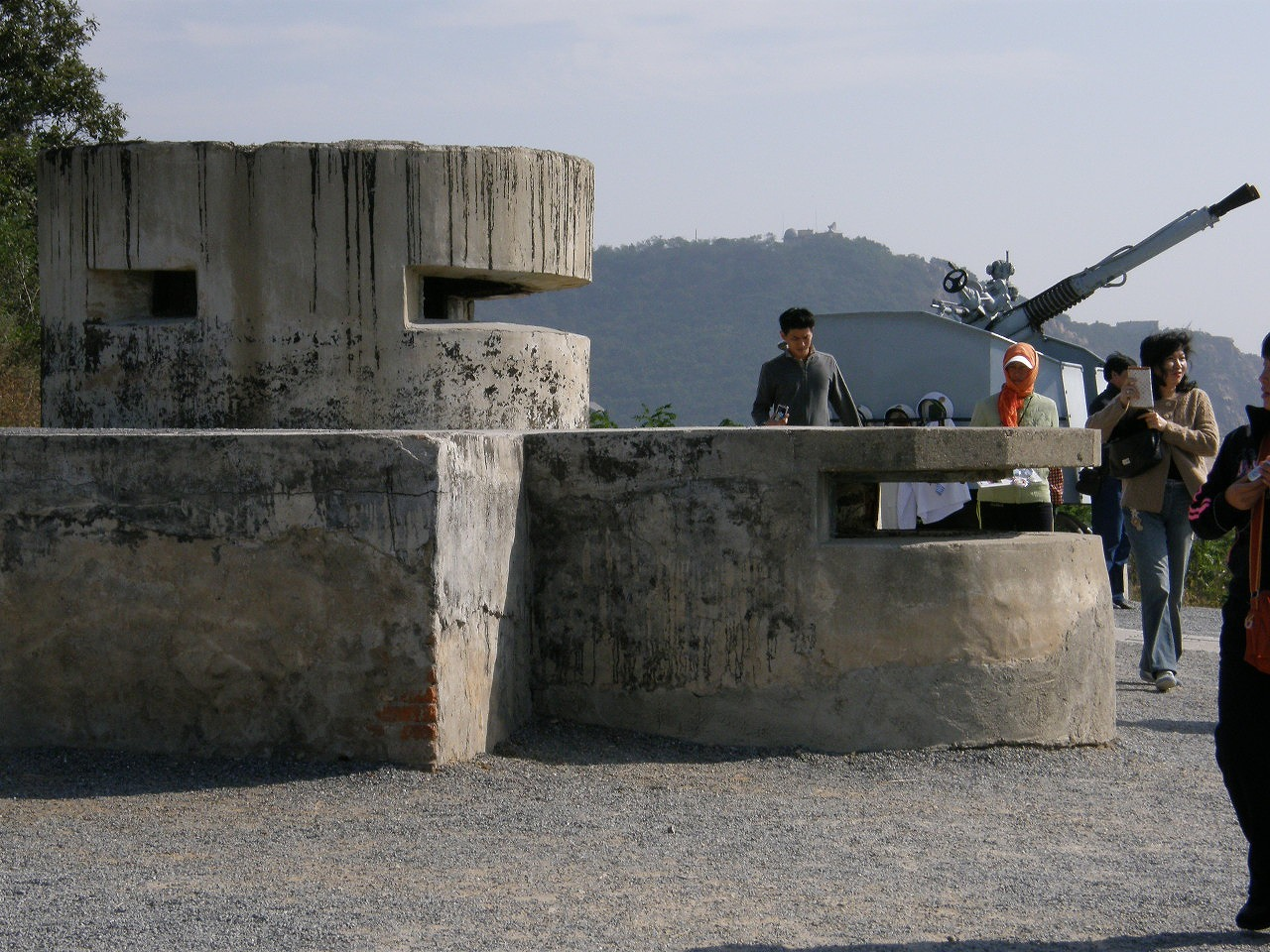
清代海防砲台

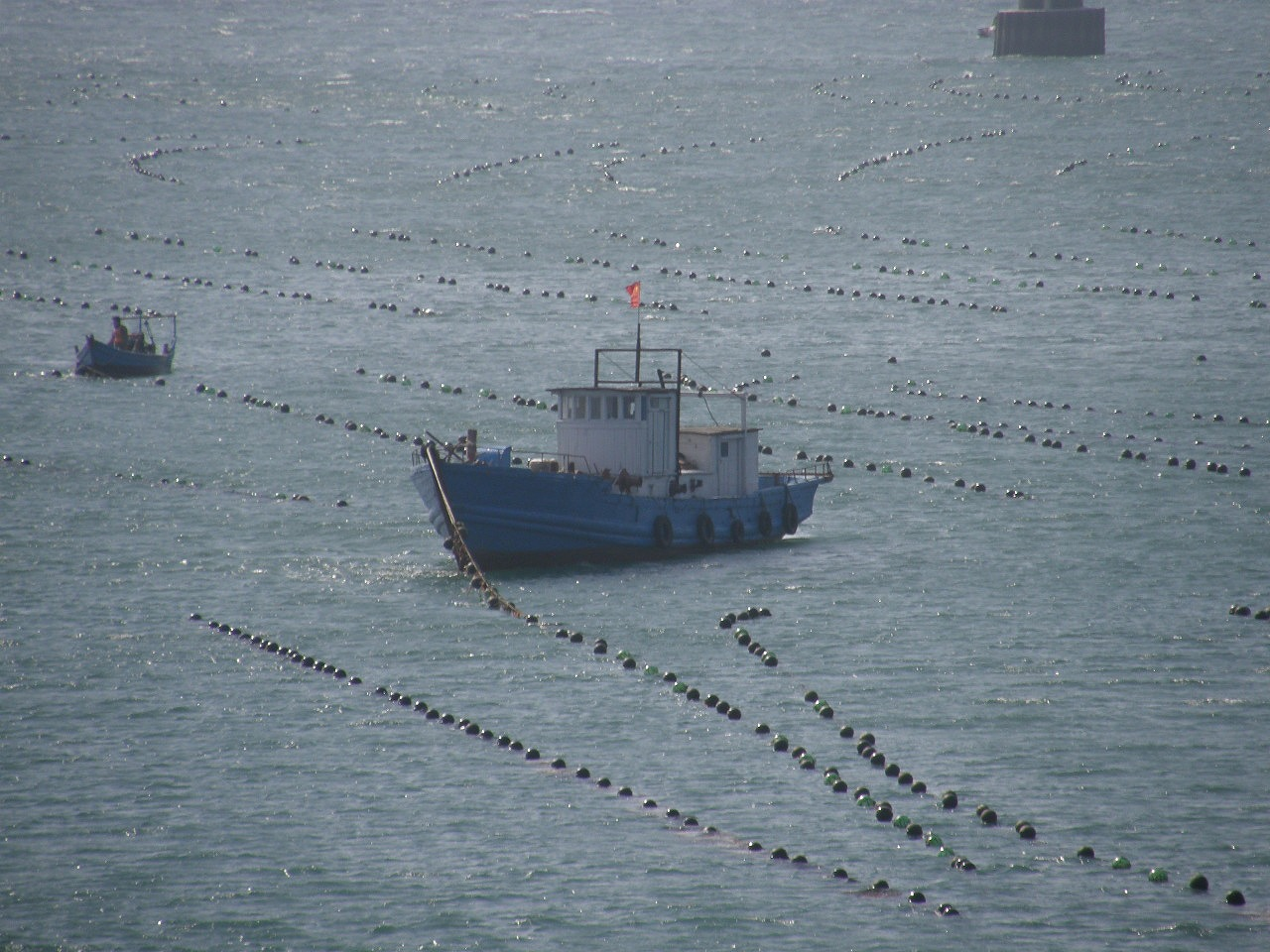
旅順口区の真珠養殖

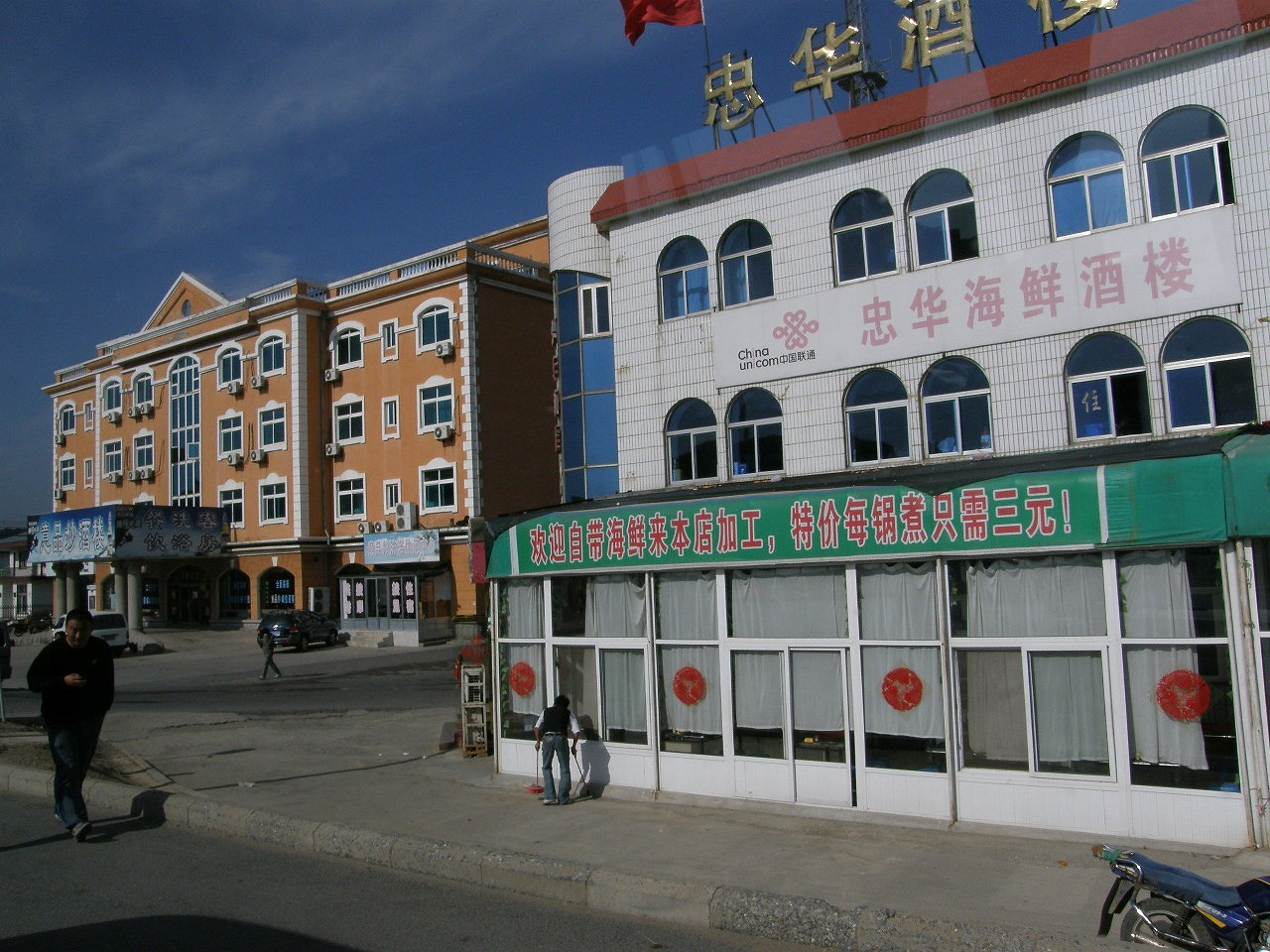
海辺に近い旅順の街並

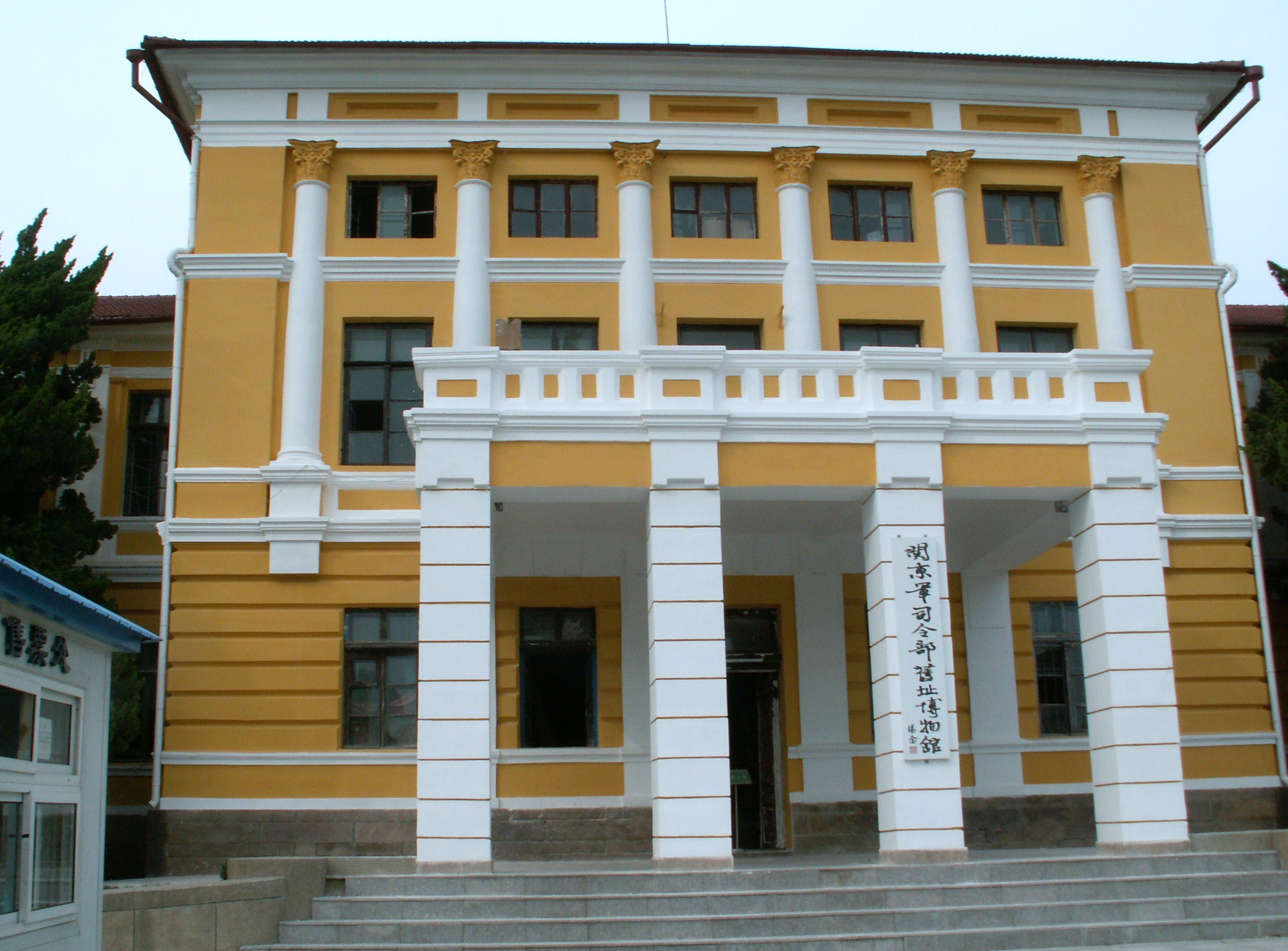
旅順の関東軍司令部跡（現、関東軍旧蹟博物館）

近代に入るまで、目立った歴史は記されていない。1856年から1860年まで戦われたアロー戦争時、イギリス海軍のアーサー中尉（William C. Arthur）指揮するフリゲートが寄港したことで、ポート・アーサー（英語: Port Arthur, ロシア語: Порт-Артур ポルト＝アルトゥル）の名称が欧米に知られるようになった。
もともとは人家もまばらな、寂しい漁村であったが、1878年に清の北洋艦隊の根拠地となったことから、町が形成された。日清戦争中の1895年には、日本陸軍に占領された。この際、欧米記者によって、日本軍が行ったともいわれる旅順虐殺事件が報道され、問題となったが、日本政府は事実無根であるとした。下関条約により、旅順を含む遼東半島は日本に割譲されることに決まったが、三国干渉によって中止となる。日清戦争後に列強各国が弱体化した清に軍事的圧力をかけ租借地を切り取る動きが盛んになる中、ロシアも1897年12月に旅順・大連に上陸して占領し、翌1898年に旅順・大連租借に関する露清条約を締結して旅順口はロシア帝国の租借地となり、ロシア海軍の太平洋艦隊の根拠地として、軍港・要塞として開発され、日露戦争当時は人口1万人を超えるほどの街に発展していた。
日露戦争においては、日本軍による旅順口攻撃・旅順港閉塞作戦および旅順攻囲戦が起こった。市郊外の丘陵である203高地などでの激戦の末、最終的に日本軍が莫大な損害の後に勝利したことにより、1905年1月に旅順を占領した。旅順北郊外の水師営で停戦条約に調印し、乃木希典将軍とアナトーリイ・ステッセリ将軍が会見している。日本は同年のポーツマス条約において、清に対する租借権を正式にロシアから引き継いだ。はじめ、旅順には関東都督府が置かれ、その後、大連へ関東州の諸施設が移るに従い、旅順は日本の軍事的拠点となり日本海軍により旅順要港部がおかれ、龍河・旅順駅・白玉山一帯をはさんで、東の旧市街と西の新市街は大いに発展した。
第二次世界大戦末期の1945年、ソ連軍が侵攻し、旅順を占領した後は、ソ連海軍の太平洋艦隊の軍港として中華民国に認めさせた。1950年に隣接する大連・金州と合併、旅大市となり、1955年に中華人民共和国に返還される。1981年に現在の市名である大連に改称され、大連市旅順口区となった。

## 現状
現在、旅順口区の面積は506平方キロ、人口は21万人である。大連は、中国の改革開放における市場経済導入の成果を代表する国際都市である。しかし、旅順口区には中国海軍基地が存在し、軍事機密地域に指定されているため、中心市街区や軍港の周辺、老鉄山などへの外国人の立ち入りが規制されていたが、2009年6月より軍港周辺、軍港公園など数箇所を除いて外国人に開放された。一方、203高地や水師営会見所（旅順攻囲戦のあと停戦協定が締結され、ロシア軍のステッセル司令官と日本軍の乃木希典大将が会見した場所）などは観光地として開放され、多くの観光客が訪問している。区を管轄する大連市は、地区全体を戦争遺跡として世界遺産登録を目ざしているが、前述の立入制限地区があるため、軍の要望で計画変更される可能性もある。
また、大谷探検隊の成果を多く収蔵する旅順博物館、日露戦争戦跡の東鶏冠山北堡塁、伊藤博文を暗殺した安重根が死刑前に収容されていた日露監獄などは、指定旅行会社を経由してしか許可されなかったが、現在はこれらも外国人に開放された。また、軍港を眼下に見下ろす白玉山（白玉塔＝日露戦争勝利記念塔がある）、旧旅順高校（現・海軍司令部）、旧旅順工科大学（現・海軍病院）、「北帰行」作曲のモデルと言われる黄金山海岸海水浴場などへの訪問も正式に外国人に開放された。
こうした制限が存在する旅順口区にも、観光地として渤海湾に面した世界和平公園が建設され、またそのそばに大連交通大学のソフトウェア学院、大連科技大学が設立された。その北側の旅順開発区には大連市街区にあった大連機車車輛が移転しており、さらに北側には遼寧対外経貿学院もある。2007年には、白銀山トンネルの東側の旅順南路沿いの北側に中山区にあった大連外国語大学が、南側に沙河口区にあった大連医科大学は移転している。こうして、日本語教師として旅順にある大学に勤める日本人もでてきている。また、渤海の羊頭湾に面した旅順新港が建設され、そこから山東省煙台への渤海鉄道フェリーが2006年末から運用されている。
遼東半島の先端の岬は崖海岸の公園になっていて、そこに老鉄山灯台（1893年設置）があり、またそこはその日によって黄色の海（左の黄海）と青い海（右の渤海）の境がよく見える「黄渤海分界線」にもなっている。旅順口区南部の鉄山街道尹家村には、中国では珍しい露天風呂を有する老鉄山温泉が位置する。

## おもな施設の新旧名称
日本・ロシア・韓国（安重根が処刑された日露監獄を訪れる韓国人も多い）などからの外国人の訪問も増えているので、旅順のおもな施設について各時代に於ける名称を記すと、
| ロシア領有時代                     | 日本領有時代                   | 現代中国                           |
| 旧市街：                           | 旧市街：                       | 旧市街：                           |
| ---------------------------------- | ------------------------------ | ---------------------------------- |
|                                    | 旅順市役所                     | 新瑪特スーパー右の商業ビル         |
| プーシュキン小学校                 | 旅順民政署                     | 海軍試験試航招待所                 |
|                                    | 朝鮮銀行旅順支店               | 中国工商銀行旅順支店               |
|                                    | 旅順第一小学校                 | 海軍施設（長江路南三巷から左へ）   |
| 赤十字病院                         | 旅順病院・医学専門学校         | 海軍施設（北口に旅順口区医院）     |
|                                    | 関東高等法院                   | 関東高等法院遺址（旅順口区医院内） |
| 旅順監獄（もともと灰色レンガ作り） | 旅順監獄（赤レンガ作りで拡大） | 日ロ監獄（反帝国主義教育施設）     |
|                                    | デンマーク・ルーテル派教会     | 基督教旅順礼拝堂                   |
|                                    | 表忠塔                         | 白玉塔                             |
|                                    | 朝日広場                       | 友誼公園                           |
| 新市街：                           |                                |                                    |
|                                    | 日本橋（龍河にかかる）         | 解放橋                             |
| ロシア海兵団庁舎                   | 旅順工科大学                   | 海軍四〇六医院                     |
|                                    | 旅順高等学校                   | 海軍施設（司令部）                 |
| ドイツ豪商のデパート               | 旅順（第一）中学校             | 海軍施設（斯達林路58号）           |
| 狙撃兵第十連隊下士集会所           | 旅順第二小学校                 | 大連市五十六中学                   |
| ロシアへ帰化した巨商記鳳台の商店   | 旅順ヤマトホテル               | 1F商店・2F旅館                     |
|                                    | 旅順高等向学堂・第二中学校     | （建物はあるが不使用）             |
| 写真屋・市役所・ロシア料理店       | 旅順高等女学校                 | 海軍関係者のマンション群           |
|                                    | 児玉グラウンド                 | 軍港に接したグラウンド             |
| ロシア軍クラブ                     | 旅順博物館                     | 旅順博物館                         |
|                                    | 後楽園                         | 旅順博物館苑区の公園               |

資料：「旅順工大90年史」の「露治時代の旅順（抜粋）」に引用された「露治時代の旅順」（旅順図書館、1936）などから。なお、旅順口区政府（区役所）は2005年に郭水公路（北郊外、郭家村～水師営）へ移転した。海軍施設は設備名称は書いてないが、分かっているものは書いた。

## 行政区画
- 街道弁事処：水師営街道、登峰街道、得勝街道、竜王塘街道、鉄山街道、双島湾街道、三澗堡街道、長城街道、竜頭街道
- 旅順経済開発区

## 交通

### 鉄道
- 大連地下鉄12号線
- 旅順支線
  - 旅順駅

### 道路
- 高速道路
  -  瀋海高速道路
- 国道
  -  G201国道
  -  G202国道
  -  G228国道

### 港湾
- 旅順新港：渤海鉄道フェリー

## 健康・医療・衛生
- 旅順口区人民医院
- 旅順口区中医人民医院

## 友好合作関係都市
- 新潟県 上越市
- 佐賀県 唐津市
- 石川県 内灘町
- 北海道 美瑛町

## 関連事項
旅順口区の英語旧称のポート・アーサーはオーストラリアのポート・アーサー、アメリカ合衆国のポート・アーサー、フィンランドのトゥルク（フィンランドの旧首都）にある地名など世界にいくつかある。